# Puente de las Corrientes
El puente de las Corrientes es un puente de arco tesado o bowstring que cruza el río Lérez en la ciudad española de Pontevedra. Fue inaugurado en 2012 y conecta la avenida de Uruguay con el paseo de Domingo Fontán.

## Historia
El lugar donde se encuentra el puente se conoce como Las Corrientes, debido a que es donde se unen las aguas del río Rons con las del río Lérez y la ría de Pontevedra. Desde 1989, estaba prevista la construcción de un nuevo puente en este lugar de Las Corrientes para unir las dos orillas del río Lérez. Sin embargo, no fue hasta principios del siglo XXI cuando se retomó esa idea para proporcionar otra salida desde el centro de la ciudad hacia el norte y las playas de la ría de Pontevedra y un acceso directo a la autopista AP-9.
En 2008, el ayuntamiento organizó un concurso de ideas para decidir el diseño del nuevo puente. Al final, se eligió la propuesta de puente de arco tesado porque combinaba modernidad e integración en el entorno urbano, ya que la altura de 10 metros de sus dos arcos metálicos no se consideraba excesiva para no entorpecer la vista de la Basílica de Santa María la Mayor. La construcción del puente comenzó el 23 de diciembre de 2008. Se inauguró el 28 de junio de 2012 con su apertura al tráfico rodado.

## Descripción
El puente tiene una longitud total entre estribos (luz) de 116 metros. Su estructura principal consta de dos arcos paralelos formados por tubos de acero blanco de 10,5 metros de altura de los que cuelgan 17 tirantes de acero que soportan el tablero del puente. Los arcos de acero se apoyan en cimientos de hormigón armado. Su estructura es ligera, elegante y diáfana.
Tiene dos calzadas en cada sentido y dos carriles bici. A ambos lados del puente hay una pasarela peatonal cubierta. El tráfico peatonal y ciclista está separado del motorizado. La funcionalidad del puente se proyectó con un paso subterráneo peatonal con luz natural a través de la rotonda superior de la avenida de Uruguay. Este paso subterráneo peatonal, que discurre bajo el puente, está protegido en el lado de la ría por una mampara de cristal, de forma que se puede ver el agua durante las mareas altas cuando sube el nivel del mar.

## Galería de imágenes

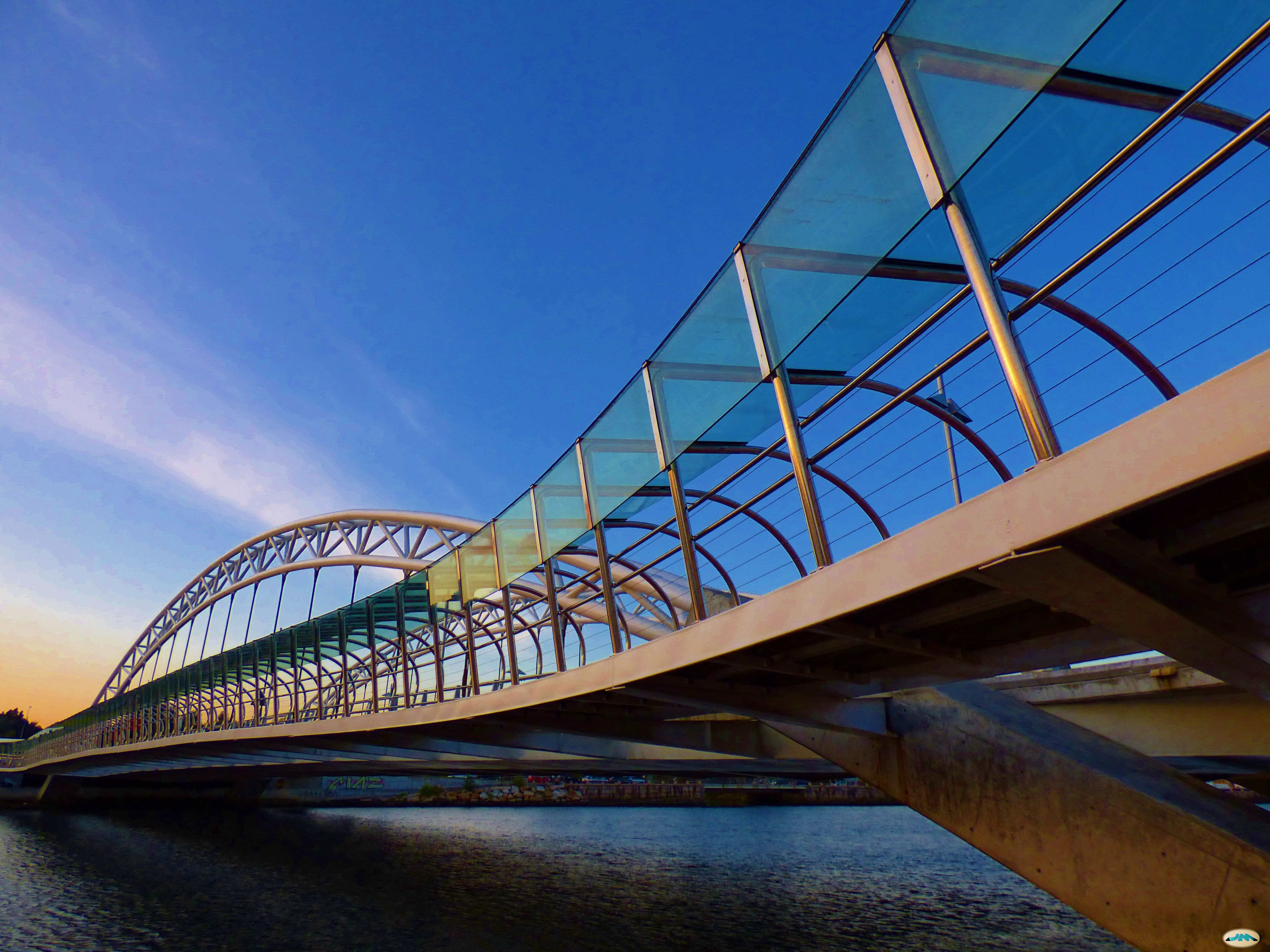
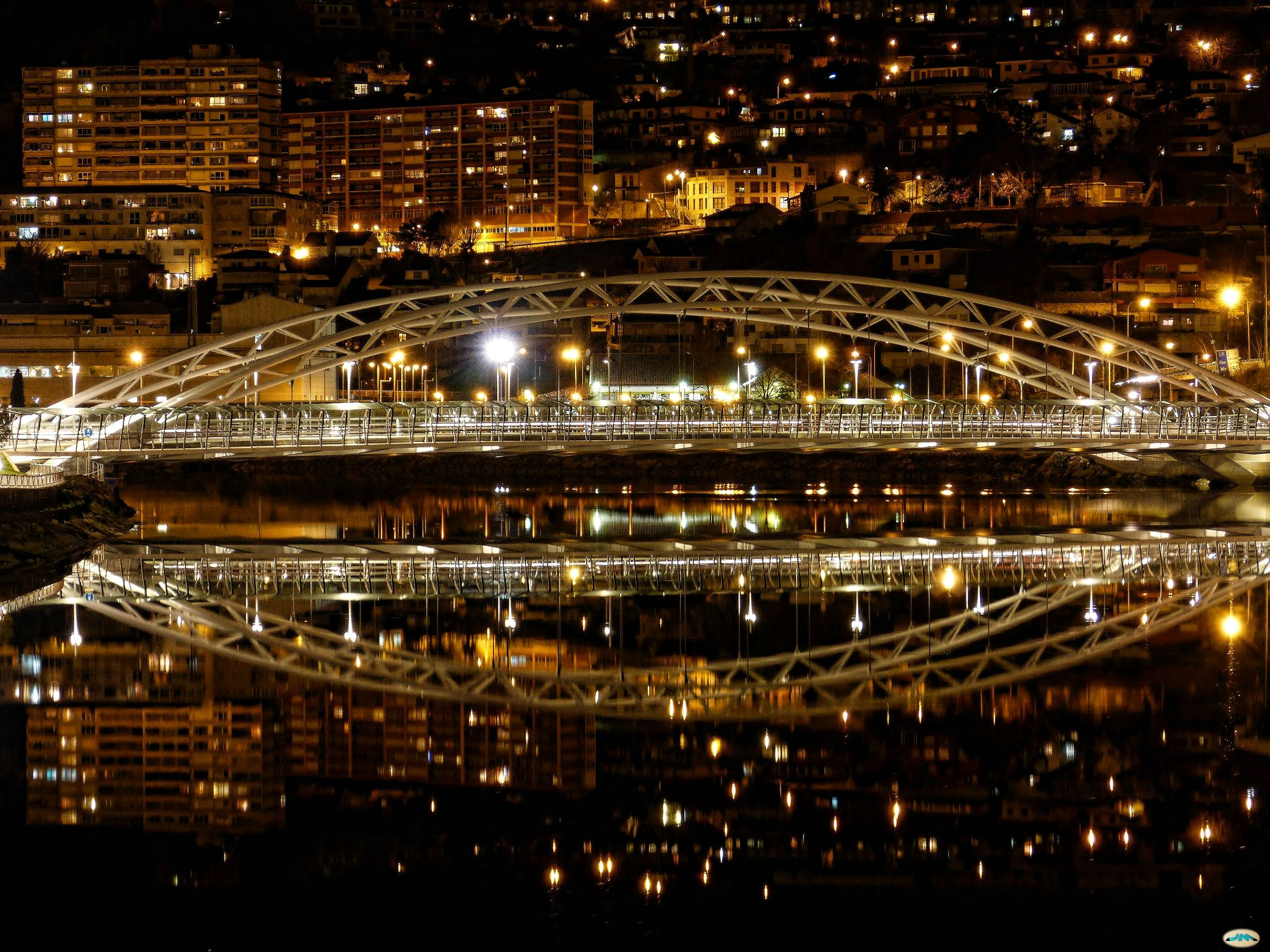
El puente de noche
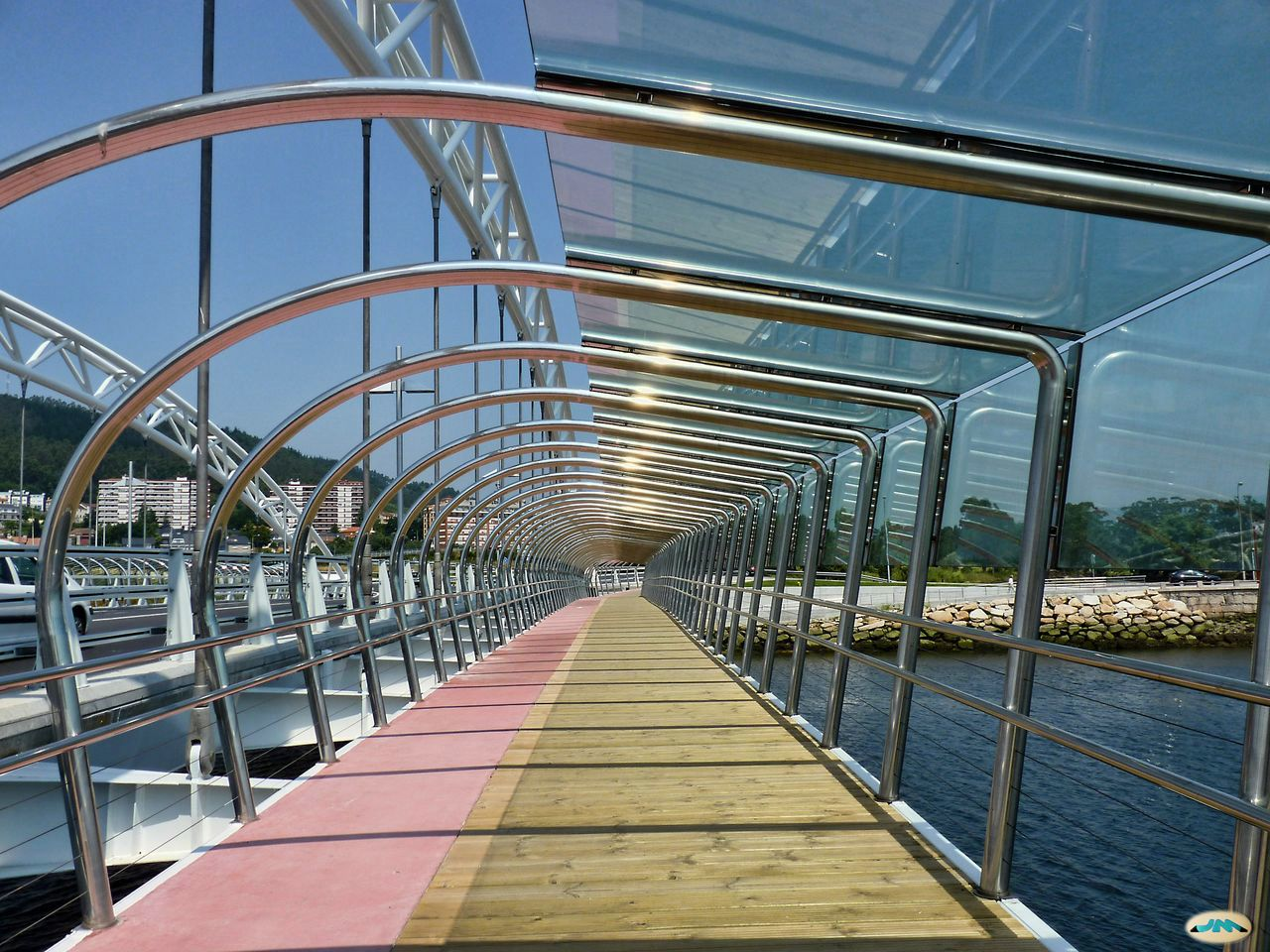
Carril bici y paso peatonal
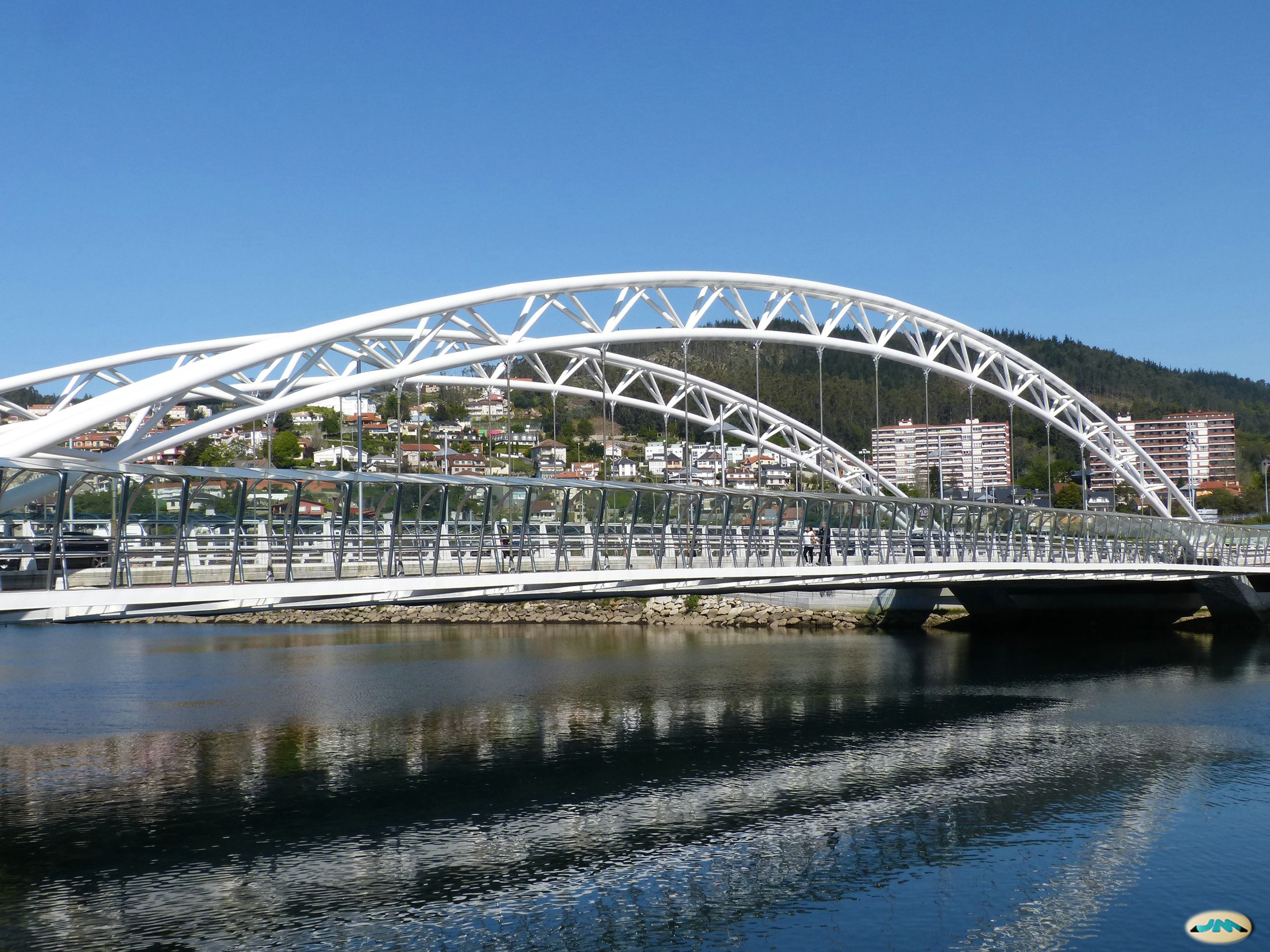
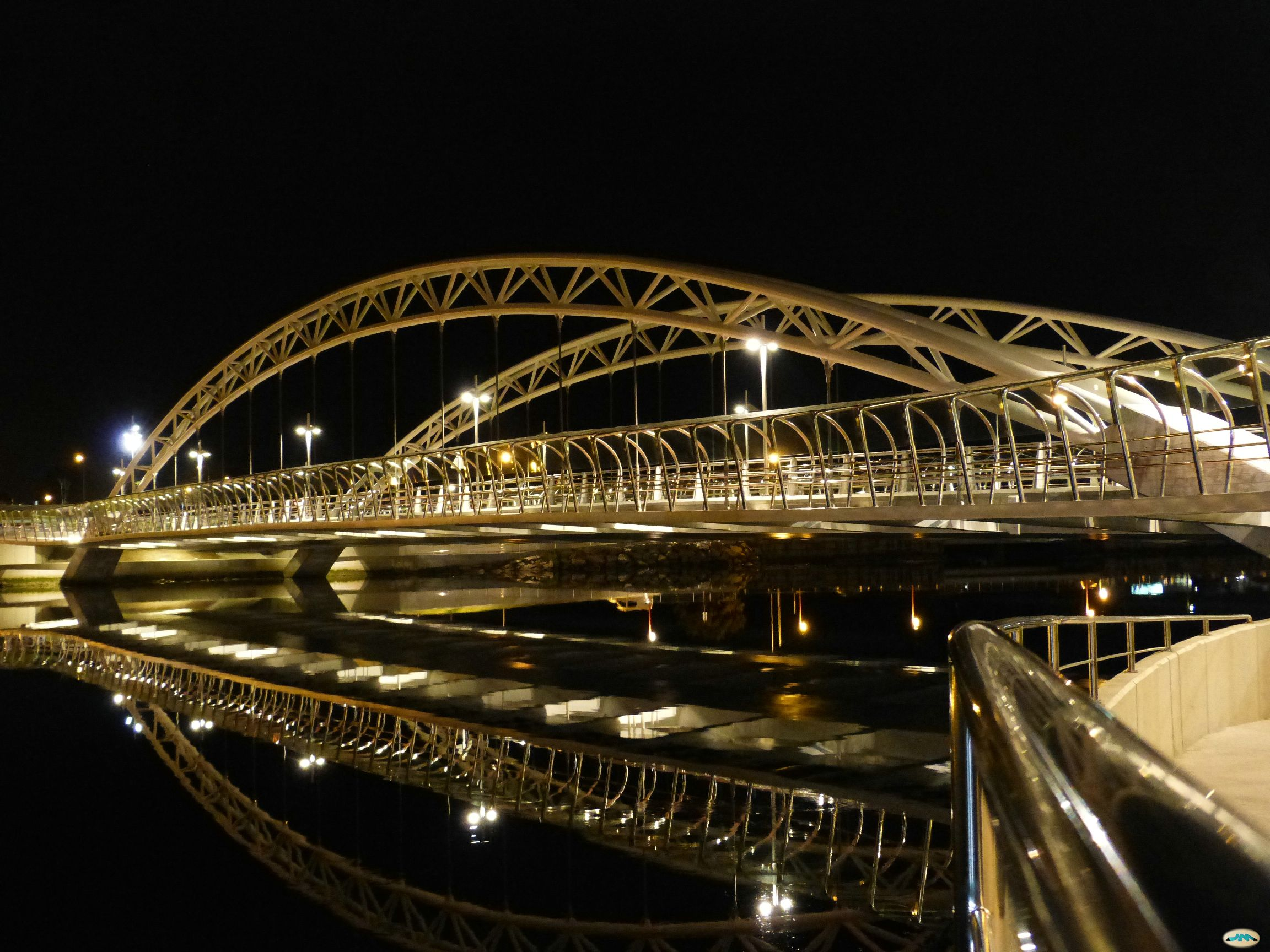
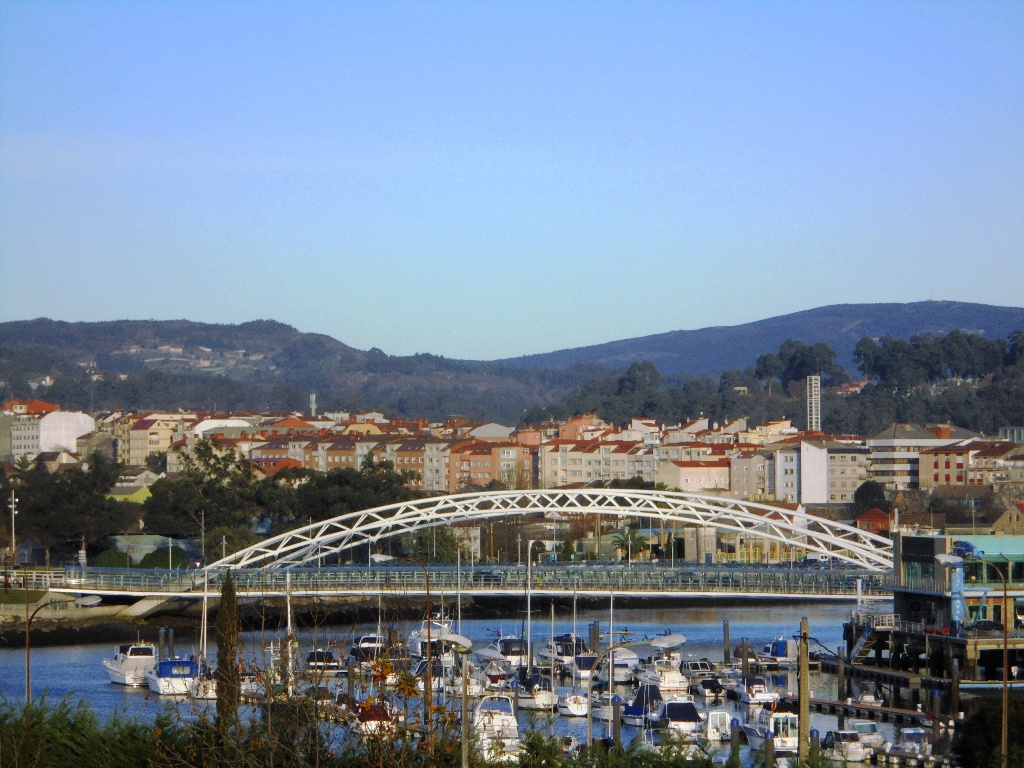
Puente y puerto deportivo
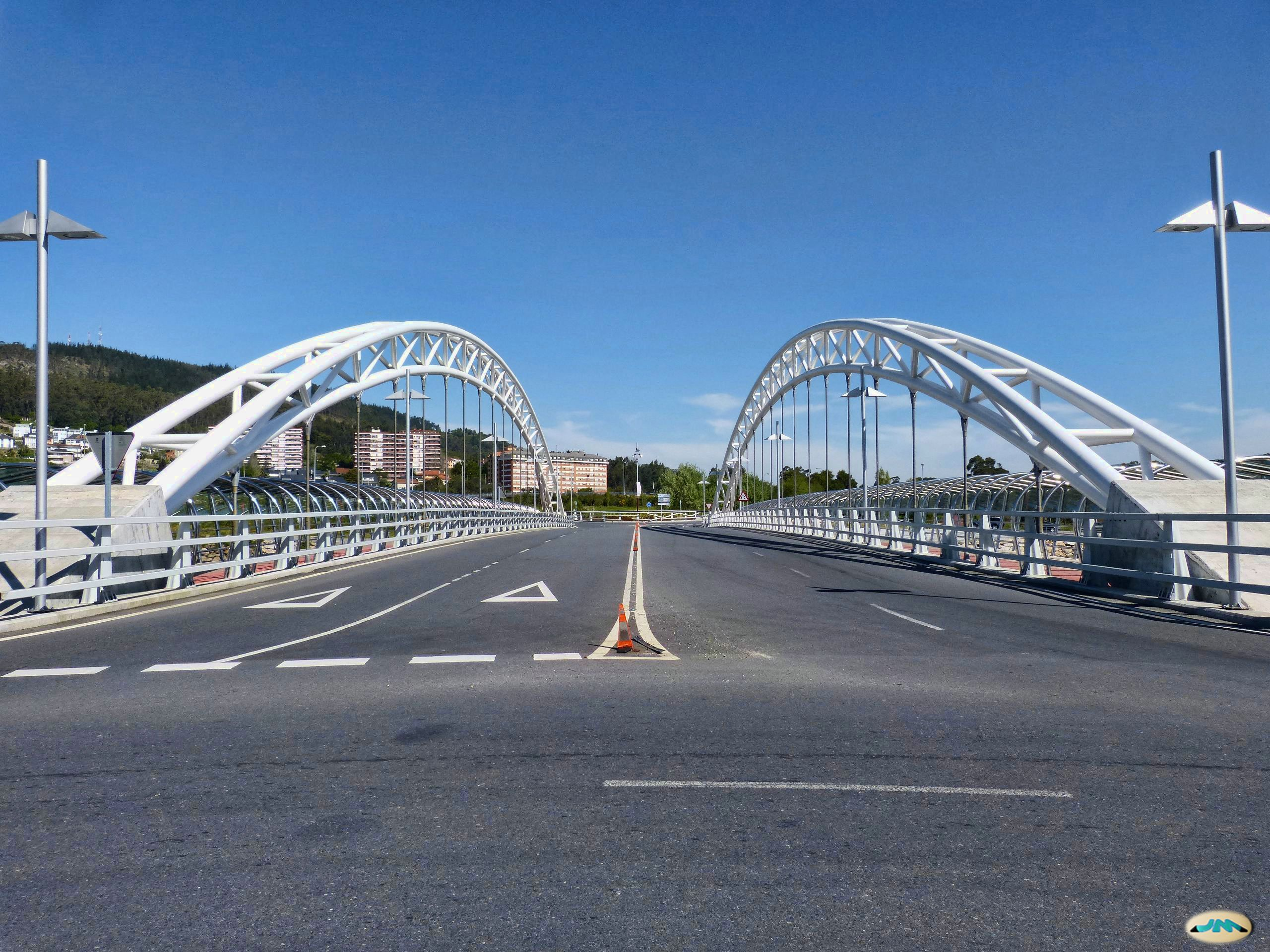
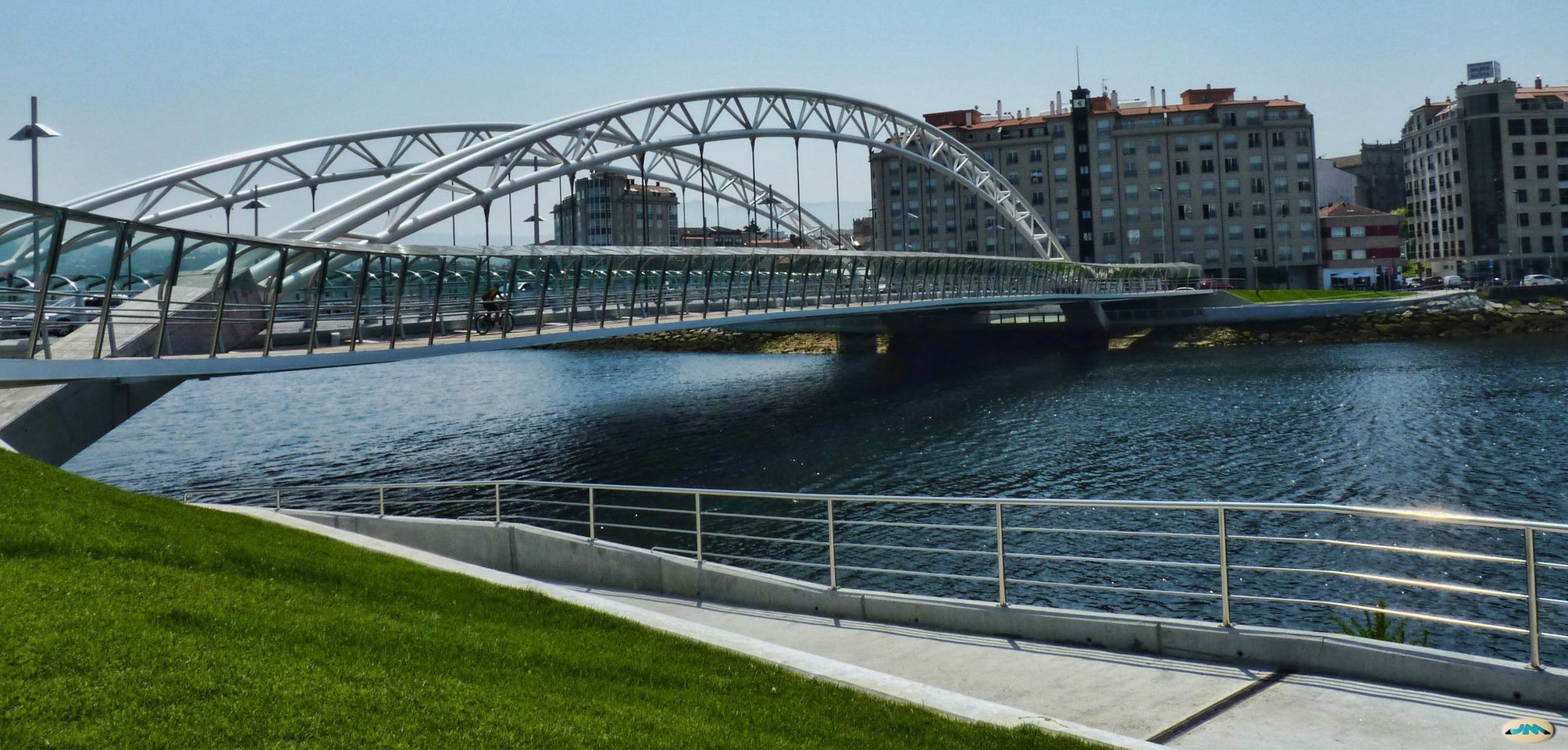
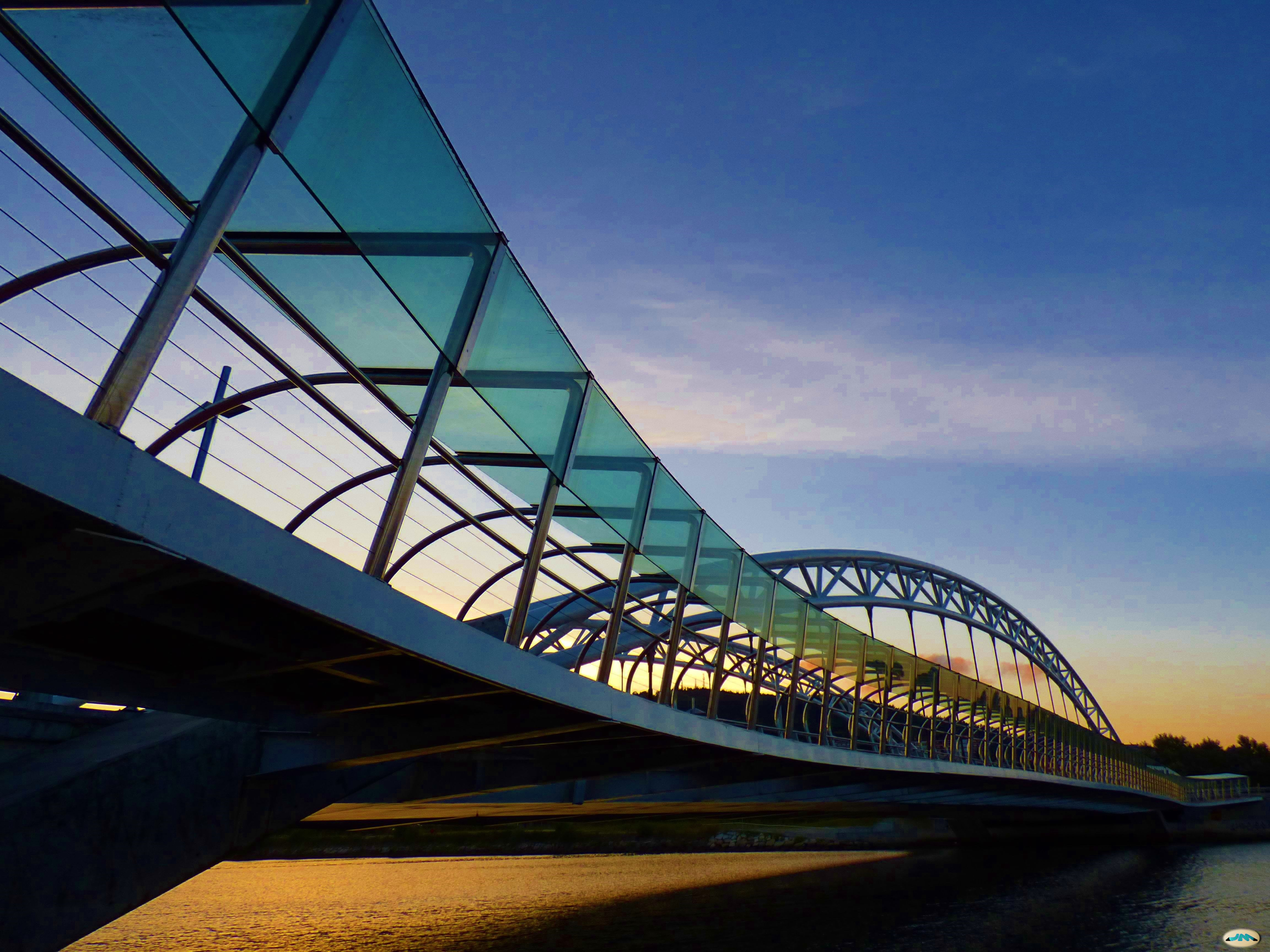
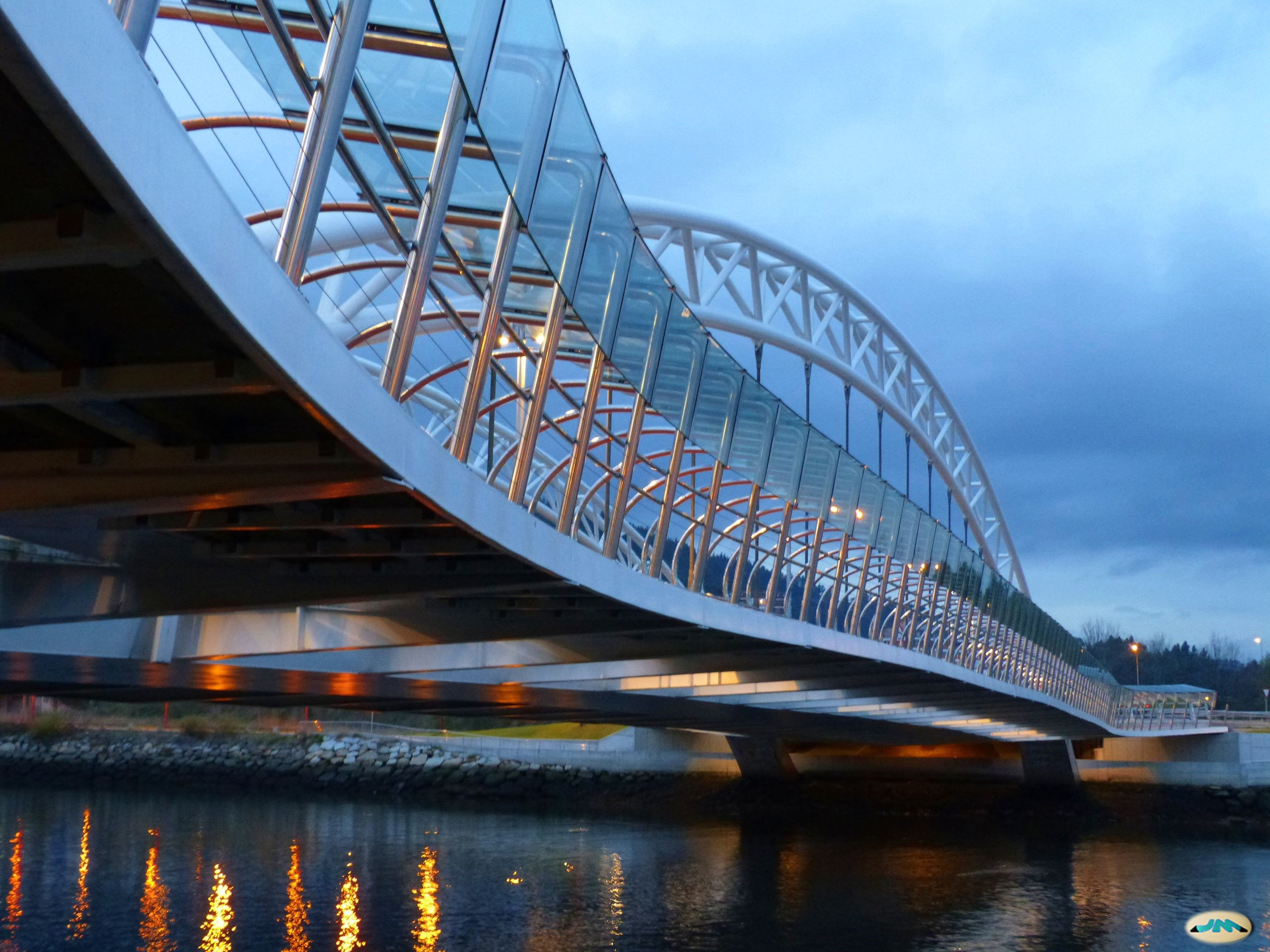
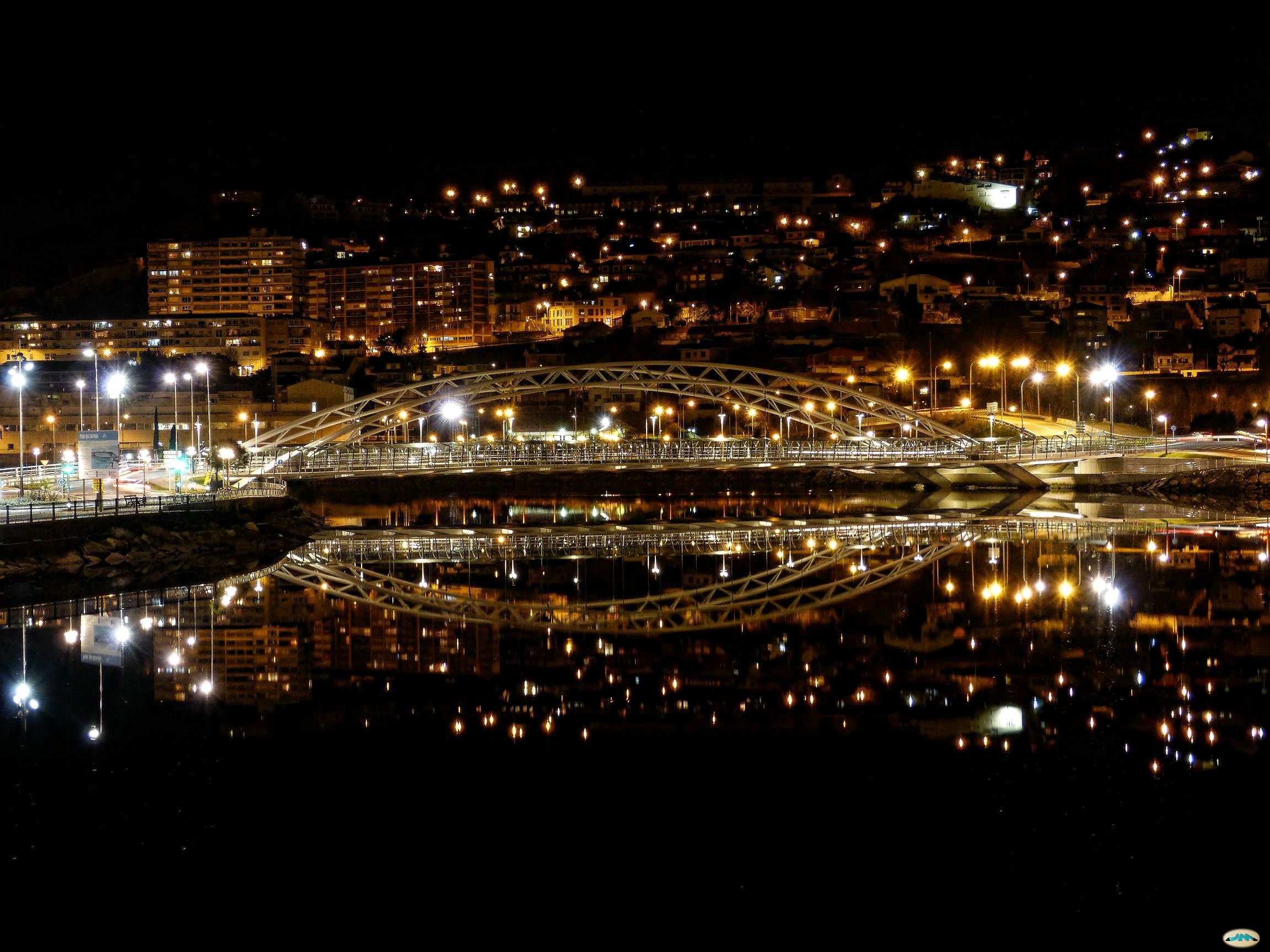
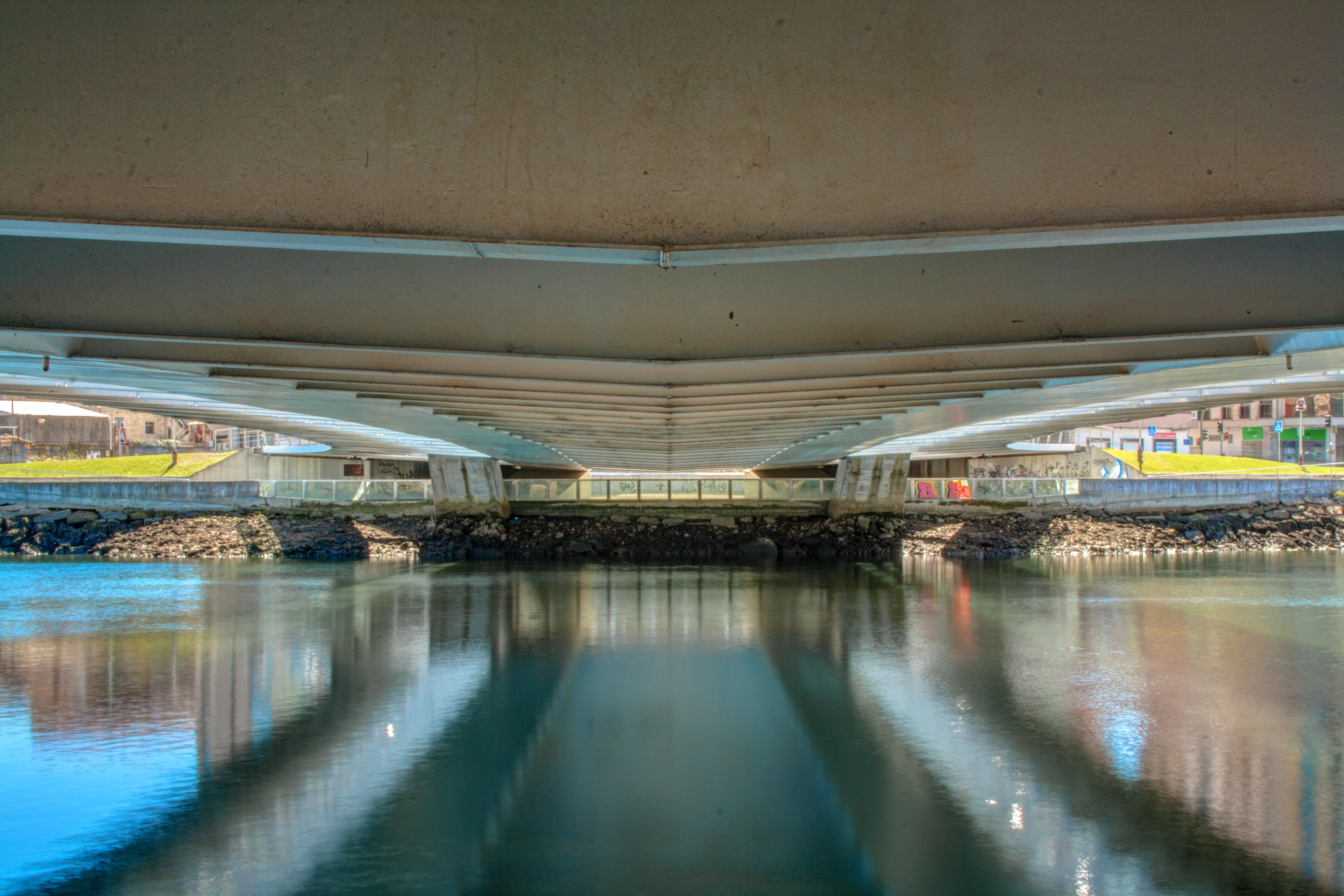
Paso inferior
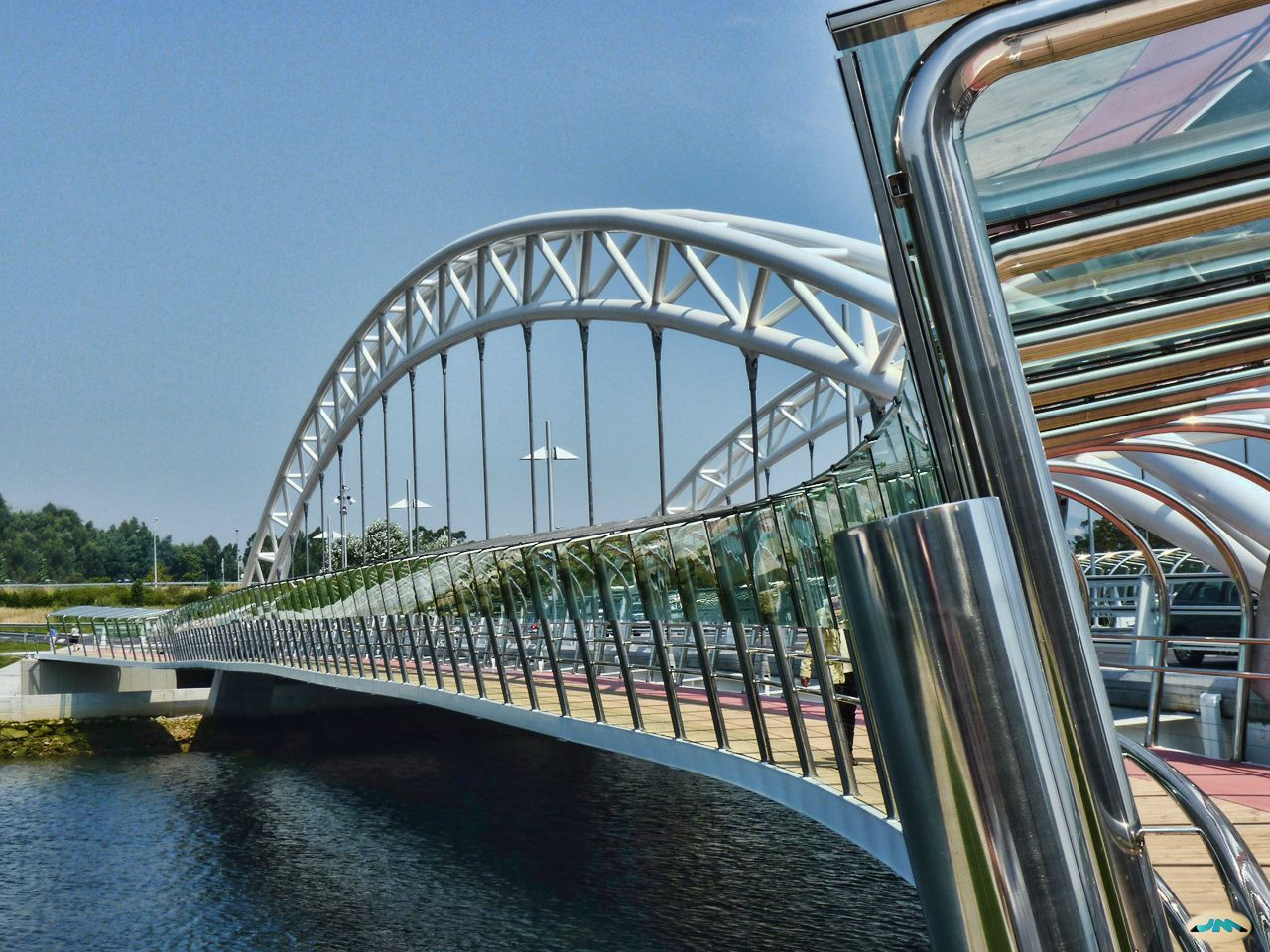
Pasarela peatonal
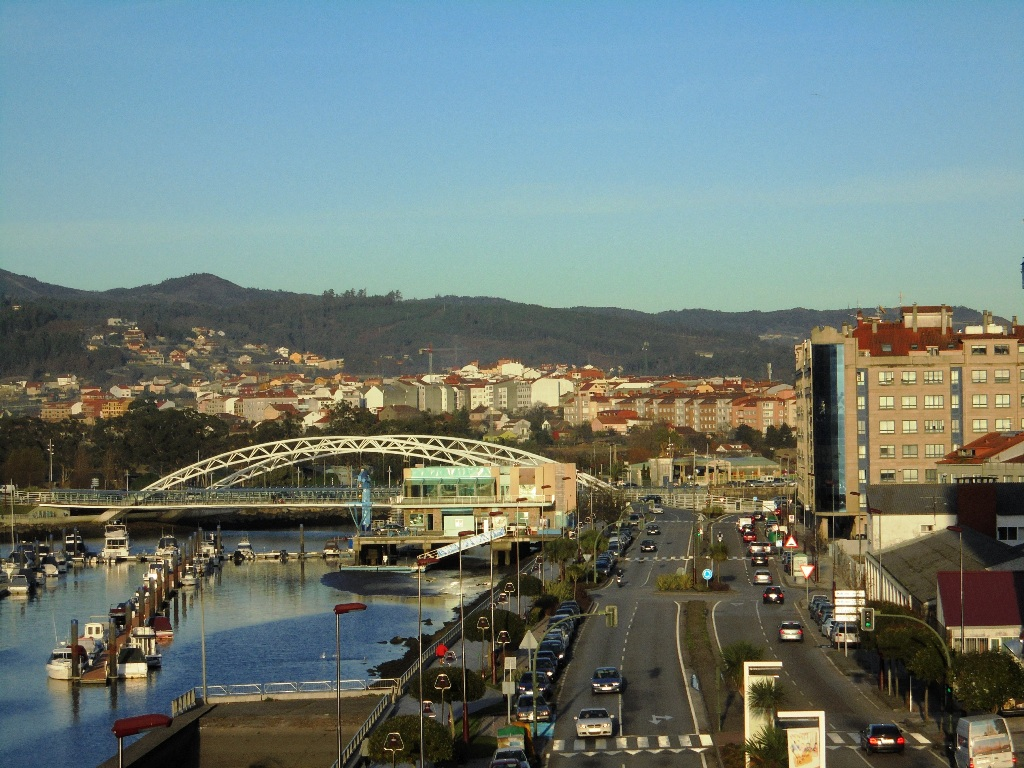
Puente y avenida de Uruguay